# Forêts pluviales des basses terres des îles de l'Amirauté
Localisation
Les forêts pluviales des basses terres des îles de l'Amirauté est une écorégion terrestre définie par le fonds mondial pour la Nature (WWF), qui lui attribue le code AA0101. Elle fait partie de l'écozone australasienne et du biome des forêts décidues humides tropicales et subtropicales. Elle recouvre l’intégralité des îles de l'Amirauté, au nord de la Papouasie-Nouvelle-Guinée.
Malgré sa faible superficie (2 100 km2), cet archipel volcanique possède un important endémique du à son isolement. La faune et la flore de l’écorégion sont menacées par la déforestation, l’agriculture et sa faible surface protégée.

## Géographie

### Localisation et géologie
L’écorégion, d’une superficie proche de 2 100 kilomètres carrés, recouvre l’archipel des îles de l'Amirauté (qui appartient à l’archipel Bismarck) au nord de la Papouasie-Nouvelle-Guinée dans le sud-ouest de l’Océan Pacifique. Administrativement, elle correspond à la province de Manus, la plus petite et moins peuplée (32 712 habitants) des provinces de Papouasie-Nouvelle-Guinée. Elle appartient à l’écozone australasienne, à la biorégion de Papouasie et au biome des forêts décidues humides tropicales et subtropicales.
La principale île de l’archipel, Manus, culmine à plus 700 mètres, mais cette altitude n’a pas de réelle influence sur sa biodiversité. C’est une île volcanique ayant émergé à la fin du Miocène, entre 8 et 10 millions d’années avant notre ère. Le sol de l’île est principalement d’origine volcanique mais aussi corallienne. L’archipel n’a jamais été relié à une masse continentale,. 

### Climat
La température de l’écorégion varie peu tout au long de l’année, atteignant des maxima de 30 à 32 °c le jour et de 20 à 24 °c la nuit. Les précipitations moyennes annuelles sont de 3 382 millimètres, avec des pics de juin à août,. Selon la classification de Köppen-Geiger, l’écorégion est couverte d’un climat tropical. 
| Mois                                | jan. | fév. | mars | avril | mai  | juin | jui. | août | sep. | oct. | nov. | déc. |
| ----------------------------------- | ---- | ---- | ---- | ----- | ---- | ---- | ---- | ---- | ---- | ---- | ---- | ---- |
| Température minimale moyenne (°C)   | 22,6 | 22,5 | 22,4 | 22,3  | 22,7 | 22,4 | 22,1 | 21,2 | 21,9 | 22,1 | 22,1 | 21,2 |
| Température moyenne (°C)            | 26,6 | 26,4 | 26,3 | 26,4  | 25,4 | 26,3 | 25,9 | 25,9 | 25,9 | 26,2 | 26,2 | 26,2 |
| Température maximale moyenne (°C)   | 30,7 | 30,5 | 30,3 | 30,5  | 28,3 | 30,1 | 29,8 | 29,8 | 30,1 | 30,2 | 30,4 | 30,3 |
| Nombre de jours avec gel            | 4,7  | 1,9  | 1,2  | 5,3   | 3,3  | 3,4  | 3,3  | 1,5  | 3,1  | 1,5  | 2,4  | 5,5  |
| Précipitations (mm)                 | 279  | 254  | 333  | 312   | 246  | 257  | 290  | 244  | 213  | 249  | 272  | 320  |
| Nombre de jours avec précipitations | 26,5 | 28   | 29,3 | 27,4  | 29,3 | 22,7 | 23,7 | 20,4 | 24,6 | 29,4 | 20,2 | 26,2 |

## Biodiversité

### Flore
La végétation de l’écorégion est peu étudiée, notamment dans le centre de Manus. Elle est typique des forêts tropicales de basse altitude. Une grande partie de la flore de l’archipel est endémique du fait de son isolement. Le nombre d’espèces végétales endémique à Manus est estimé à 1 500. Les arbres les plus caractéristiques et communs dans l’écorégion sont les membres des genres Calophyllum, Sararanga (en), Pandanus, Barringtonia, and Terminalia. Helicia polyosmoides est un petit arbre endémique et menacé par la déforestation. On peut séparer la végétation de l’archipel en deux zones : une zone herbacée près des côtes et une zone arbustive dans les terres.    

### Faune

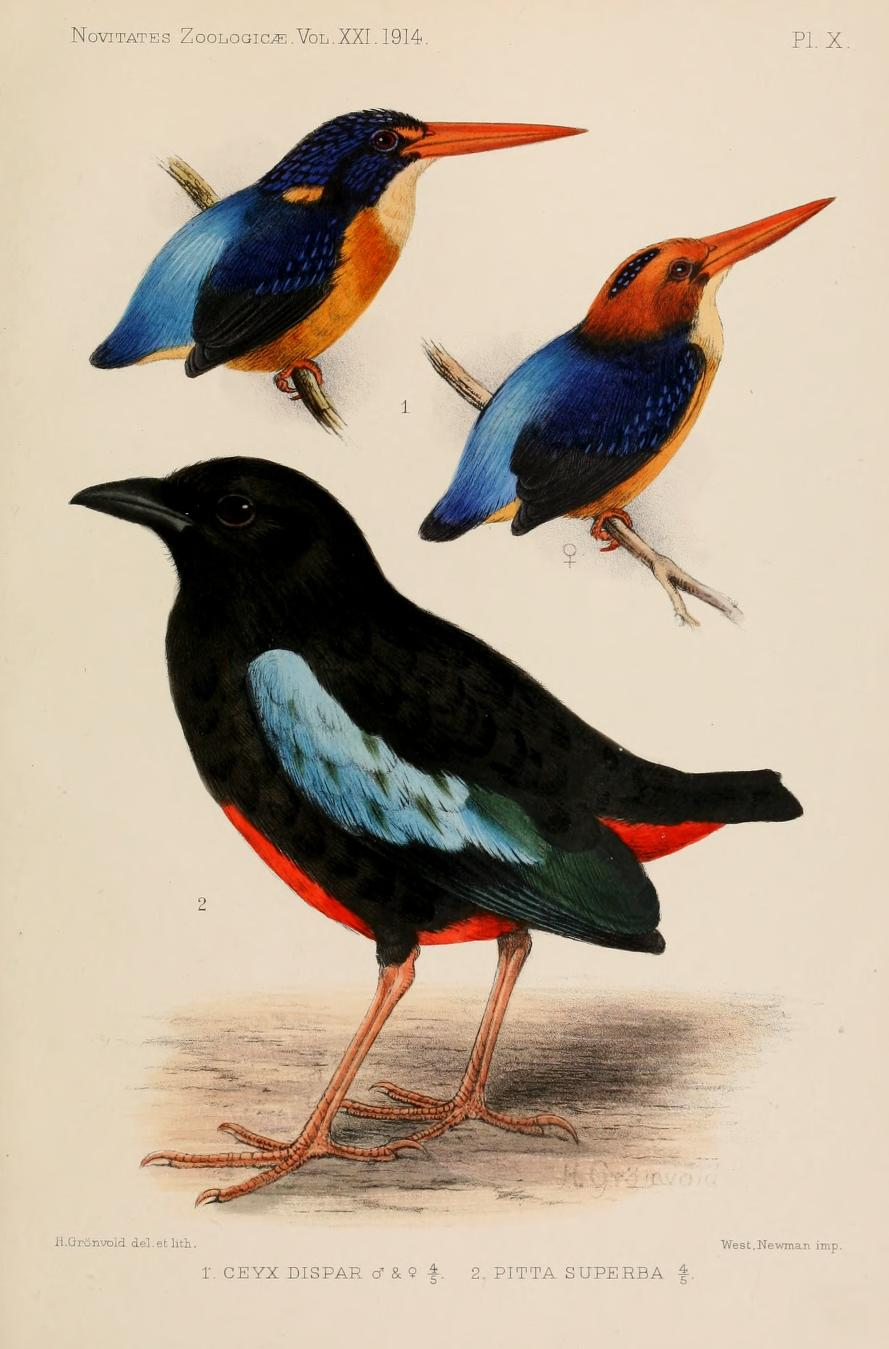
La Brève superbe est l’espèce porte-drapeau de l’écorégion.

L’écorégion compte trois espèces de mammifères quasiment endémiques, les chauve-souris Dobsonia anderseni (en), Pteropus admiralitatum (en) et Emballonura serii (en), ainsi que deux espèces de mammifères endémiques, le Couscous de l'île de l'Amirauté et le muridé Melomys matambuai (en). Elle abrite aussi une espèce de grenouille, quatre espèces de lézards (dont Nactus kunan) et un escargot arboricole (Papustyla pulcherrima) endémiques. Comme dans d’autres petits archipels océaniens, on y trouve nombreux petits mammifères : dix-neuf espèces de chauve-souris (huit frugivores et onze insectivores), deux espèces de Marsupiaux et quatre espèces de rongeurs.  
Elle possède également une grande diversité d’oiseaux, avec sept espèces presque endémiques, le Mégapode mélanésien, le Ptilope des Salomon, le Carpophage jaunâtre, la Phasianelle de Brown, le Micropsitte de Meek, le Mizomèle noir de Bismarck (en) et Zosterops hypoxanthus (en), ainsi que six espèces endémiques : l’Effraie de Manus, le Ninoxe de l'Amirauté, la Brève superbe, le Monarque de Manus (en), le Riphidure de Manus (en) et le Polochion de Manus (en).

## Menaces et protection

### Menaces
Quatre cinquièmes de Manus sont couverts de forêts primaire ou secondaire, tandis que beaucoup de petites îles ont été transformées en monocultures de noix de coco. Les principales menaces pour l’écorégion sont la déforestation dans le but de vendre du bois, la destruction des habitats causée par l’agriculture,, le développement des routes et les projets agroforestiers et miniers. On compte deux importantes exploitations minières sur le sol de l’archipel : l’une cible le cuivre, l’autre l’aluminium. Une espèce de mammifère (Kerivoula myrella (en)) et trois espèces d’oiseaux (le Bécasseau à queue pointue, la Brève superbe et Rhipidura semirubra) y sont en danger d’extinction. L’escargot vert arboricole est menacé car ses coquilles sont récoltées et vendues pour servir de bijoux. C’est le premier escargot terrestre à être placé dans la liste rouge de l’Union internationale pour la conservation de la nature.

### Protection
Selon le Centre mondial de surveillance pour la conservation de la nature, 300 kilomètres carrés de l’écorégion sont protégés : 240 kilomètres carrés sur le mont Dremsel (ceb) et 60 kilomètres carrés dans la réserve marine de Ndrolowa. Selon Eric Wikramanayake, les trois priorités pour la conservation de l’écorégion dans les prochaines décennies sont la reconnaissance de l’importance écologique des forêts du centre de Manus ainsi que leur protection, inciter les populations locales à protéger la nature pour qu’ils en bénéficient et mettre en place des plans de conservation de espèces en danger comme l’escargot Papustyla pulcherrima.